# كاتاك (شهر)
كاتاك (بالبنجابية:ਅੱਸੂ) هو الشهر الثامن حسب التقويم السيخي، ويتزامن ما بين 15 أكتوبر و 13 نوفمبر من التقويم الغريغوري ومكون من 30 يوماً.